# Classe Kronštadt (incrociatore)
I classe Kronshtadt (progetto 69 secondo la classificazione russa) erano incrociatori da battaglia progettati per la Marina Sovietica, che avrebbero dovuto entrare in servizio negli anni quaranta. Nessuna delle due unità di cui venne intrapresa la costruzione venne mai completata (e neppure varata).

## Sviluppo
L'esigenza della Marina Sovietica di disporre di grandi unità per il contrasto degli incrociatori occidentali da 10.000 tonnellate, costruiti in conformità con il trattato navale di Washington, iniziò a manifestarsi alla fine degli anni trenta. Nel luglio del 1938 venne presentato un progetto preliminare relativo ad una classe di incrociatori da battaglia che, inizialmente, avrebbe dovuto avere un dislocamento di 22.637 tonnellate. L'armamento previsto doveva comprendere nove cannoni da 255mm in tre torri trinate, e la velocità doveva essere di 33 nodi.
Tuttavia, alla luce delle nuove realizzazioni occidentali (tedesche in particolare), tale progetto venne considerato inadeguato e quindi rivisto. L'esigenza era ora di disporre di navi con caratteristiche paragonabili a quelle dello Scharnhorst tedesco. La costruzione delle due unità venne iniziata nel novembre 1939, quando però i progetti definitivi non erano ancora stati completati.
La costruzione avvenne però con estrema lentezza, soprattutto per il fatto che tali incrociatori erano considerate di secondaria importanza rispetto alle navi da battaglia classe Sovetskij Sojuz.
I progetti definitivi vennero approvati solo nell'aprile del 1940, e comportarono un aumento del dislocamento previsto, che raggiunse le 36.420 tonnellate a vuoto e le 42.813 a pieno carico.
Tuttavia, a causa dell'invasione tedesca, la costruzione delle due navi non venne mai ultimata.

## Progetto 69-I
I vertici della Marina Sovietica richiesero un armamento principale più potente rispetto a quello previsto dal progetto definitivo. Le ipotesi avanzate furono diverse:
- utilizzo dei cannoni da 355mm richiesti per le classe Izmail;
- utilizzo dei cannoni da 280mm di fabbricazione tedesca, montati sugli Scharnhorst;
- utilizzo dei cannoni da 380mm del tipo imbarcato sulla Bismarck.

Alla fine, si optò per l'ultima soluzione, e si ordinarono sei cannoni alla Germania. I Kronshtadt con tale modifica all'armamento vennero rinominati progetto 69-I.
Tuttavia, i cannoni non furono mai consegnati, e le stesse navi non furono mai ultimate a causa dell'invasione tedesca.

## Le navi
Non è chiaro quale fosse il numero di unità che avrebbe dovuto comprendere la classe. Venne iniziata la costruzione di due navi, ma nessuna di queste fu mai varata. Quando la costruzione venne interrotta, il livello di completamento dei due Kronshtadt era del 12%.
- Kronshtadt: lavori iniziati il 5 novembre 1939 a Leningrado, ma interrotti nel febbraio 1940. Erano stati completati lo scafo, il ponte, la plancia e le torri di prua. Lo scafo venne utilizzato nel 1950 per tutta una serie di test sull'efficacia di alcuni tipi di armamenti.
- Sevastopol; lavori iniziati il 30 novembre 1939 a Nikolayev. Lo scafo incompleto venne demolito dai tedeschi sullo scalo.